# あがら丼
あがら丼（あがらどん）は、和歌山県田辺市の観光協会を中心としたプロモーション事業で提供されている丼物の総称である。2007年11月販売開始で、半年ごとにメニューが入れ替わる。

## 経緯
田辺市では、夕食の時間帯には郷土色のあるメニューを販売する飲食店が従来からあったが、昼食の時間帯にはそうしたメニューが少なかった。そこで、田辺観光協会が中心となって、昼食用の郷土色のあるメニューを新たに提供するキャンペーン「田辺のうまい昼ご飯」が企画された。
2007年1月からキャンペーンが開始され、当初は3カ月ごとにテーマ食材を設定する方式だった。同年7月からは「紀州田辺の“うまい丼”」と称して丼物の提供に変わり、その後、同年11月に「あがら丼」という呼び名がつけられて現在の丼物方式となった。2008年4月からは、広報費用などとして参加店より協力金が徴収されている。

## 内容
「あがら」とは、田辺市周辺の方言で「私たちの」という意味である。
あがら丼は、旬の地元食材を使うという以外に細かな材料の指定は無く、特に共通した調理法が決まっているわけでもない。海鮮丼やカツ丼、天丼、ロコモコ風、リゾットなど店ごとに様々である。
旬の食材を生かした季節感のある料理とするために原則として期間限定メニューとなっており、半年ごとに入れ替えが行われている。
「種類が雑多で、いずれも美味しいものの独自性に欠ける例もあり、ご当地グルメと呼ぶべきか迷う」という評価もある。なお、2010年1月に開かれたイベント「全国丼サミットいしかわ2010 D-6」には、あがら丼代表として「紀州大漁海鮮丼」が出品された。
市内各所の約20店舗が「あがら丼」の企画に参加しており、第7期（2010年4月-9月）には19店での提供が行われた。田辺観光協会による公式ウェブサイトには、販売中の期の参加店とメニューの紹介がされている。
2008年10月から2009年9月には、田辺市などによる第三セクター「まちづくり田辺」の取り組みで作られた市民グループとの協力で、地元住民40人によるモニター調査も行ったことがあり、その結果も公式サイトからリンクされたブログに掲載されている。
公開用データとは別に、味や接客の質などの5段階評価も実施し、各店に報告されるという。